# Comuna Nemovîci, Sarnî
Nemovîci (în ucraineană Немовичі) este o comună în raionul Sarnî, regiunea Rivne, Ucraina, formată din satele Huta-Pereima, Katerînivka și Nemovîci (reședința).

## Demografie
Componența lingvistică a comunei Nemovîci
     Ucraineană (98,99%)
     Alte limbi (1,01%)
Conform recensământului din 2001, majoritatea populației comunei Nemovîci era vorbitoare de ucraineană (98,99%), existând în minoritate și vorbitori de alte limbi.